# سیارک ۲۶۹۳۵
سیارک ۲۶۹۳۵ (به انگلیسی: 26935 Vireday، نامگذاری: 1997EE46) بیست و شش هزار و نهصد و سی و پنجمین سیارک کشف شده‌است که در ۱۵ مارس ۱۹۹۷ کشف شد.